# Centre Recreatiu (Santa Maria d'Oló)
El Centre Recreatiu és un edifici noucentista de Santa Maria d'Oló (Moianès) inclòs a l'Inventari del Patrimoni Arquitectònic de Catalunya.

## Descripció
Edifici de planta rectangular i allargassada. És absolutament simètric i la façana queda centrada per un gran portal rectangular que queda relligat amb un finestral semicircular al damunt. A banda i banda, dues estretes finestres geminades relligades amb ornamentació, igual que anterior de totxo, es troben coronades per una obertura amb forma d'ull de bou al seu damunt.
L'edifici queda coronat per un pinyó imitant un frontó en forma encastellada, rematat amb 4 boles, que tapa el frontis de la teulada.
Destaca la simplicitat estructural de l'edifici i la delicadesa decorativa basada simplement amb línies de totxo arrenglerades que enquadren les diferents parts de l'edifici.

## Història
Havia estat el centre recreatiu de la fàbrica López, construït pels seus hereus. Aquests volien donar al poble l'estructura de colònia, intenció que fracassàper l'oposició dels propietaris dels diferents serveis que ja tenia el poble. La seva funció era fer de local de lleure i teatre, funció que esporàdicament encara manté (cinema, exposicions...).
La família López va actuar amb un cert caciquisme i amb el característic paternalisme de l'època. Pretenien convertir-se en els grans benefactors del poble.